# Urmila Mahadev
Urmila Mahadev est une mathématicienne et informaticienne théoricienne américaine,  connue pour ses travaux en informatique quantique et en cryptographie quantique.

## Biographie
Mahadev est originaire de Los Angeles, où ses parents sont médecins. Elle s'est intéressée à l'informatique quantique grâce à un cours donné par Leonard Adleman à l'université de Californie du Sud, où elle a obtenu son diplôme de maîtrise en 2010.
Elle poursuit ses études à l'université de Californie à Berkeley, études financées par une bourse de recherche de la National Science Foundation. Chercheuse sous la direction d'Umesh Vazirani à Berkeley, Urmila Mahadev découvre des systèmes de preuve interactives qui permettent, à un observateur utilisant uniquement des moyens de calcul classiques, de démontrer avec une grande probabilité qu'un ordinateur quantique a correctement exécuté une tâche de calcul quantique demandée.
Elle termine son Ph. D. en 2018 avec une thèse intitulée « Classical Verification and Blind Delegation of Quantum Computations ». Elle continue des recherches postdoctorales à Berkeley et est depuis 2020 professeure assistante en informatique et sciences mathématiques au California Institute of Technology.

## Reconnaissance et distinctions
En 2018, Mahadev reçoit le Machtey Award (en) au Symposium on Foundations of Computer Science « pour ses travaux sur la vérification en informatique quantique ».
En 2021, Mahadev est l'une des trois lauréates du Maryam Mirzakhani New Frontiers Prize, attribué pour des réalisations en début de carrière d'une mathématicienne. Les deux autres lauréates sont Nina Holden et Lisa Piccirillo.

## Publications (sélection)
- Urmila Mahadev, « Classical verification of quantum computations », 59th Annual IEEE Symposium on Foundations of Computer Science - FOCS 2018,‎ 2018, p. 259-267 (DOI 10.1109/FOCS.2018.00033, MR 3899595, arXiv 1804.01082). — « Best paper award » et « Best student paper award (Machtey Award) »
- Urmila Mahadev, « Classical homomorphic encryption for quantum circuits », 59th Annual IEEE Symposium on Foundations of Computer Science - FOCS 2018,‎ 2018, p. 332-338 (DOI 10.1109/FOCS.2018.00039, MR 3899601, arXiv 1708.02130).
- Zvika Brakerski, Paul Christiano, Urmila Mahadev, Umesh Vazirani et Thomas Vidick, « A cryptographic test of quantumness and certifiable randomness from a single quantum device », 59th Annual IEEE Symposium on Foundations of Computer Science - FOCS 2018,‎ 2018, p. 320-331 (DOI 10.1109/FOCS.2018.00038, MR 3899600).